# Kostel Saint-Sauveur
Kostel Saint-Sauveur (neboli kostel svatého Spasitele) je zaniklý katolický kostel v Paříži.

## Historie
Kostel existoval již na začátku 13. století na místě dnešního domu č. 277 v ulici Rue Saint-Denis ve 2. obvodu. V 16. století byl přestavěn a v roce 1787 byl zbořen, aby mohl být následně rozšířen. Přestavba, kterou vedl architekt Bernard Poyet (1742–1824), však byla přerušena Francouzskou revolucí a poté již nebyla nikdy dokončena. Nedokončená stavba byla nakonec zbořena, jako národní majetek prodána a nahrazena jinými budovami. Po kostele zůstal pouze název nedaleké ulice Rue Saint-Sauveur.